# Le Naufragé du Titanic
Le Naufragé du Titanic (« The Crooked Hinge » dans l'édition originale américaine) est un roman policier de John Dickson Carr publié en 1938. Le roman, qui est le 9e de la série mettant en scène le personnage du Dr Gideon Fell, présente une énigme en chambre close, celle-ci étant un jardin désert.
Le récit commence par l'arrivée dans le Kent, en 1938, d'un dénommé Patrick Gore qui revendique ses droits : il prétend être le véritable sir John Farnleigh et accuse le propriétaire officiel du domaine Farnleigh d'être un imposteur. Or quelques heures après les accusations de Patrick Gore, John Farnleigh est assassiné dans des circonstances inexplicables : on le retrouve la gorge tranchée dans un bassin près de l'allée sablée et déserte du jardin de sa résidence. Au surplus, des échantillons d'empreintes digitales qui devaient faire la lumière sur la revendication de l’inconnu sont volés. Appelé pour enquêter, Gideon Fell doit répondre à trois questions : évidemment « Qui est l'assassin ? », mais aussi : « le défunt assassiné était-il le véritable John Farnleigh ou un imposteur ? ». La troisième question concerne le mobile : que la victime ait été le vrai John Farnleigh ou un imposteur, pourquoi prendre le risque de le tuer, puisque de toutes façons la justice royale aurait désigné un jour ou l'autre le vrai propriétaire du domaine, départageant les deux prétendants.

## Principaux personnages
- La victime
  - John Farnleigh : riche propriétaire terrien.

- L'accusateur
  - Patrick Gore : venu des États-Unis, il affirme être le véritable héritier de la propriété Farnleigh et prétend que John Farnleigh est un imposteur.

- Les enquêteurs
  - Gideon Fell : érudit ; enquêteur privé.
  - Brian Page : narrateur du récit ; écrivain.
  - Andrew MacAndrew Elliot : inspecteur de police à Scotland Yard.

- Suspects et autres personnages importants
  - Mary (« Molly ») Sutton-Farnleigh : épouse de John Farnleigh.
  - Harold Welkyn : avocat de Patrick Gore.
  - Nathaniel Burrows : avocat de John Farnleigh.
  - Kennet Murray : ancien précepteur, 25 ans auparavant, du jeune John Farnleigh.
  - Victoria Daly : femme du comté, tuée quelques mois auparavant par un vagabond.
  - Knowles : majordome dans le domaine Farnleigh.

## Résumé
Le roman est composé de 21 chapitres, répartis en quatre parties de tailles différentes et portant chacune un titre.

### Première partie:«Mort de quelqu'un»
Cette partie comprend les chapitres 1 à 6.
On est dans le Kent, courant 1938. Nathaniel Burrows, l'avocat de John Farnleigh, ordonne à Brian Page (narrateur du récit) de l’accompagner au domaine des Farnleigh. Il lui fait un rappel de l'histoire récente de la famille Farnleigh. Né en 1898 et second fils de sir Dudley Farnleigh et de lady Farnleigh, John Farnleigh était un adolescent sauvage et renfermé. Âgé d'à peine quinze ans, renvoyé du collège d'Eton, il avait mis enceinte une fille d'auberge, ce qui avait conduit sir Dudley à l'envoyer au loin chez un cousin américain. John et son précepteur, Kennet Murray, étaient montés sur le Titanic en avril 1912. Pendant le naufrage du navire, dans la confusion, ils avaient été séparés l'un de l'autre. Bien que figurant tous deux parmi les rescapés, ils ne s'étaient jamais revus : Kenneth Murray s'était installé aux Bermudes et John avait passé son adolescence dans une ferme du Colorado. Dans les dernières années de la Première Guerre mondiale, John Farnleigh était venu combattre sur le continent européen, mais était retourné en Amérique sans avoir revu l'Angleterre. À la mort de lady Farnleigh en 1926, et jusqu'à la sienne quatre ans plus tard, sir Dudley s'était toujours opposé au retour de son second fils, et c'est à l'aîné seul, le jeune Dudley II, qu'était échu le titre de noblesse et le domaine familial. Quand une congestion pulmonaire avait emporté Dudley II en 1935, John avait été rappelé d'Amérique, plus de vingt-cinq ans après son départ, pour prendre possession de son héritage. Peu après son retour en 1936, il avait épousé Molly Sutton, une riche voisine qu'il avait connue dans son enfance. À la mi-1938, donc un mois auparavant, un dénommé Patrick Gore, accompagné de l'avocat Harold Welkyn, est venu prétendre être le véritable sir John Farnleigh et a accusé le propriétaire officiel du domaine d'être un imposteur (chapitres 1 et 2).
C'est pourquoi une réunion urgente a lieu le soir entre John Farnleigh, Patrick Gore, Molly, Brian Page (narrateur) et les avocats Nathaniel Burrows et Harold Welkyn. Le prétendant, Patrick Gore, raconte son histoire. Il précise notamment que lui, le « vrai John Farnleigh » avait volontairement échangé durant la traversée sur le Titanic son identité avec son compagnon de voyage Patrick Gore. Ils s'étaient racontés leurs vies respectives, et avaient échangé habits, reliques familiales et, en ce qui le concerne, son journal intime qui relatait ses dernières années passées dans le domaine familial. Il avait plus ou bien moins vécu durant ces dernières années, notamment dans un cirque. Mais par hasard, en lisant la presse people, il avait découvert que le « soi-disant John Farnleigh » était devenu un riche propriétaire foncier. Patrick Gore avait décidé de renoncer à son nom d'emprunt et de revendiquer le titre de noblesse et la propriété du domaine familial. Il est prêt à saisir les tribunaux et affirme être en mesure de présenter plusieurs preuves. Mais il accepte aussi que son rival renonce de lui-même au titre et au domaine, et se retire, moyennant versement d'une rente annuelle de mille livres sterling (valeur 1938) par an. Il se peut que le mariage entre le rival et Molly Sutton doive être annulé. L'actuel mari de Molly et qui dit être le « vrai John Farnleigh » conteste vigoureusement les allégations de l'inconnu, et réplique qu'on se battra en justice pour faire éclater la vérité (chapitres 3 et 4).
Quoi qu'il en soit, on a appelé l'ancien précepteur Kennet Murray, qui n'a plus vu son protégé depuis 25 ans. À l'époque, il avait pris une empreinte digitale du jeune homme avec un « thumbograph » (digigraphe). Il a conservé l'empreinte du jeune homme durant tout son temps. L'homme arrive et demande aux deux prétendants d'apposer leurs empreintes digitales respectives sur une plaque de verre. Puis il se retire dans une pièce du manoir, disant être de retour d'ici 20 à 30 minutes. Pendant ce temps, les protagonistes se séparent. Peu de temps après, on découvre le cadavre de John Farnleigh baignant au sein d'un bassin, près de l'allée déserte du jardin (chapitre 5).
La gorge de l'homme a été transpercée par une lame. On suppose que l'homme, se sentant prochainement découvert en tant qu'imposteur, a voulu se suicider. Les deux personnes qui sont sur lieux (l'avocat Burrows et le narrateur Brian Page) sont peu de temps après rejoints par Kennet Murray, par Molly et par Patrick Gore. Tous sont désemparées. On décide d'appeler la police. Mais Gore fait remarquer qu'il ne peut pas s'agir d'un suicide : la gorge de la victime a reçu trois coups de couteau. Au surplus, la lame qui a tranché la gorge est introuvable. Kennet Murray étant retourné à la bibliothèque pour finir son travail sur les empreintes digitales, il revient voir les participants à la réunion : les deux empreintes prélevées ainsi que l’empreinte de référence ont été volées (chapitre 6).

### Deuxième partie:«La vie d'un automate»
Cette partie comprend les chapitres 7 à 13.
À l'auberge du village où est descendu Brian Page séjourne également le docteur Fell qui, avec l'aide du jeune inspecteur écossais Andrew MacAndrew Elliot, entend bien faire toute la lumière sur cette affaire qu'il lie rapidement à un autre mort intervenue dans les environs, plusieurs mois auparavant, et que certains ont voulu associer un peu trop rapidement à une secte de sorcellerie.
Un automate sème la terreur dans la demeure de Farnleigh Close.

### Troisième partie:«Naissance d'une sorcière»
Cette partie comprend les chapitres 14 à 20.

### Quatrième partie:«Le gond tordu»
Cette partie comprend le chapitre 21.
Ce court chapitre est un courrier dans lequel le prétendant Patrick Gore révèle la vérité.
Patrick Gore est le véritable héritier du domaine, et l’homme assassiné était un imposteur. Molly, la femme du défunt, a reconnu Gore comme étant son ami d'enfance dès son arrivée. Gore avait été jadis victime d'une tentative d'assassinat à bord du Titanic : assommé par son compagnon de voyage et laissé pour mort, il avait été sauvé par un marin mais, demeuré trop longtemps sous une lourde cloison étanche, il avait fallu l'amputer des deux jambes. Par la suite, il avait travaillé dans un cirque où il avait appris à se déplacer sans ses jambes. Cette particularité physique (inconnue de son entourage) lui a permis, en passant inaperçu, de s'approcher de l’imposteur dans le jardin et de lui trancher la gorge.
Pour sa part, Molly s'adonnait aux sciences occultes après s'être initiée grâce aux livres « interdits » de la bibliothèque du château. Quant à Victoria Daly, elle avait été empoisonnée par les onguents dont elle avait recouvert son corps alors qu'elle se livrait à des pratiques de sorcellerie ; sa mort résultait d'un accident et non un meurtre.
Concernant l'automate, Gore avait retrouvé la machine de son enfance. Sans jambes, il s'était introduit dans le mécanisme et avait effrayé involontairement la domestique.
Gore avait espéré que l'on conclurait au suicide au suicide du faux Farnleigh. Toutefois, lorsqu'on a parlé d'assassinat, il a volé le « digitographe » pour brouiller les pistes.
Coauteurs du meurtre du faux Farnleigh, Patrick Gore et Molly s'enfuient, avec la bénédiction du Dr Fell, pour une destination inconnue, dans l’espoir de refaire leur vie.

## Autour du roman
Le roman s'inspire de l'affaire Tichborne, un célèbre cas d'usurpation d'identité des annales judiciaires britanniques. 
Il évoque également le fameux automate joueur d'échecs conçu par von Kempelen au XVIIIe siècle. 
Le titre original, The Crooked Hinge, signifie littéralement « Le gond tordu », « La charnière tordue » ou encore, au sens large, « Le mécanisme tordu ». Ceci renvoie à un souvenir d'enfance d'un des protagonistes et peut également être vu comme une métonymie de l'inquiétant automate présent dans le récit.
Il s'agit du premier roman de John Dickson Carr à être publié en France.
Selon un jury d'experts réunis par Edward D. Hoch en 1981,, le roman est l'un des meilleurs de Carr concernant une énigme en chambre close avec Trois cercueils se refermeront et La Flèche peinte.

## Éditions
- Éditions originales en anglais
  - (en) John Dickson Carr, The Crooked Hinge, New York, Harper, 1938 — Édition américaine
  - (en) John Dickson Carr, The Crooked Hinge, Londres, Hamish Hamilton, 1938 — Édition britannique

- Éditions françaises
  - John Dickson Carr (auteur) et Paul Jean Hugues (traducteur), Le Naufragé du Titanic [« The Crooked Hinge »], Paris, Nouvelle Revue Critique, coll. « L'Empreinte no 174 », 1939, 255 p. (BNF 31909884)
  - John Dickson Carr (auteur) et Paul Jean Hugues (traducteur), Le Naufragé du Titanic [« The Crooked Hinge »], Paris, La Maîtrise du Livre, coll. « L'Empreinte-Police no 33 », 1949, 222 p. (BNF 31909885)
  - John Dickson Carr (auteur) et Paul Jean Hugues (traducteur), Le Naufragé du Titanic [« The Crooked Hinge »], Paris, Librairie des Champs-Élysées, coll. « Le Masque. Les Maîtres du roman policier.  no 1891 », 1987, 220 p. (ISBN 2-7024-1772-8, BNF 34967494)
  - John Dickson Carr (auteur) et Paul Jean Hugues (traducteur) (trad. de l'anglais), Le Naufragé du Titanic [« The Crooked Hinge »], « in » J.D. Carr, vol. 2 - Dr. Fell (1935-1939), Paris, Librairie des Champs-Élysées, coll. « Les Intégrales du Masque. », 1992, 1084 p. (ISBN 2-7024-2247-0, BNF 35546326) Cette édition propose la traduction de Jean Paul Hugues, revue et complétée par Danièle Grivel. En outre, le volume omnibus réunit les romans suivants : Trois cercueils se refermeront, Le Meurtre des Mille et Une Nuits, À réveiller les morts, Le Naufragé du Titanic, Les Yeux en bandoulière
  - John Dickson Carr (auteur) et Paul Jean Hugues (traducteur) (trad. de l'anglais), Le Naufragé du Titanic [« The Crooked Hinge »], Paris, Cercle polar, coll. « Mystère », 2001, 220 p. (ISBN 2-7441-4961-6, BNF 38871109)

## Source bibliographique
- Roland Lacourbe, John Dickson Carr : scribe du miracle. Inventaire d'une œuvre, éd. Encrage, Amiens, 1997, p. 53-54 et p. 301.